# NMTrix Animation Studios
NMTrix Animation Studios is een animatiestudios gevestigd in Nederland. Het bedrijf is in 1997 in Alkmaar door Patrick Nijman opgericht en heette aanvankelijk New Media Trix. Sinds 2009 voert het de naam NMTrix Animation Studios.
NMTrix Animation Studios produceert animatie voor televisieseries, bioscoopfims, commercials, videoclips, leaders, bumpers en internettoepassingen. In september 2012 ging bij de KRO op Nederland 3 de geanimeerde 78-delige kinderserie 'De Tumblies' in première, een coproductie met iL Luster. Met steun van het Nederlands Filmfonds werd in 2012 de korte bioscoopfilm 'The Girl Is Mime' gemaakt. 
NMTrix Animation Studios is geselecteerd voor het FastForward-programma, een initiatief van het ministerie van Economische Zaken om ondernemingen te ondersteunen die de potentie hebben om flink te groeien. 
NMTrix Animation Studios is lid van de VNAP (Vereniging voor Nederlandse Animatie Producenten).